# Китайско-вьетнамские вооружённые столкновения (1979—1990)
Китайско-вьетнамские вооружённые столкновения 1979—1990 годов представляют собой ряд пограничных и военно-морских столкновений между Китайской Народной Республикой и Социалистической Республикой Вьетнам, последовавших за Китайско-вьетнамской войной 1979 года. Эти столкновения продолжались с конца войны вплоть до 1990 года.
После выхода Народно-освободительной армии Китая (НОАК) из Вьетнама в марте 1979 года по окончании войны Китай объявил о том, что не претендует на территорию Вьетнама. На самом деле, китайские войска заняли спорные земли площадью в 60 км², которые до начала боевых действий были под контролем Вьетнама. В некоторых местах, таких, как область вокруг «Ворот дружбы» недалеко от города Лангшон, китайские войска заняли территории, имевшие не военное, но важное символическое значение. В другом месте китайские войска заняли стратегические позиции военного значения, которые можно было бы использовать как трамплин для атаки на Вьетнам.
Китайская оккупация территорий Вьетнама вызвала ответные действия Ханоя, став причиной серии боестолкновений между двумя сторонами за контроль над спорными территориями. Пограничные конфликты между Вьетнамом и Китаем продолжались до 1988 года, достигнув своего пика в 1984—1985 годы. В начале 1990-х годов, наряду с выводом вьетнамских войск из Камбоджи и распадом Советского Союза, отношения между двумя странами постепенно возвращаются в нормальное русло.

## История
После 1979 года на китайско-вьетнамской границе было, по крайней мере, шесть столкновений: в июне и октябре 1980 года, мае 1981 года, апреле 1983 года, апреле 1984 года, июне 1985 года, а также с октября 1986 по январь 1987 года. По мнению западных наблюдателей, все они были начаты или спровоцированы китайцами, преследующими политические цели. Надвигающаяся угроза массированного вторжения северного соседа побудила Вьетнам развернуть на северной границе огромную войсковую группировку. В течение 1980-х годов, по оценкам, в приграничных районах Китая и Вьетнама присутствовало от 200 тыс. до 400 тыс. китайских военных и от 600 тыс. до 800 тыс. вьетнамских солдат и ополченцев.
На протяжении всего конфликта вьетнамский район Висюен северной провинции Хазянг стал местом самых ожесточённых боёв, в которых были задействованы многие подразделения обеих сторон. По некоторым оценкам, в середине 1980-х годов в этом районе присутствовало семь вьетнамских дивизий (313-я, 314-я, 325-я, 328-я, 354-я, 356-я и 411-я) и один отдельный полк (266-й 341-й дивизии). С китайской стороны были задействованы дивизии из семи военных округов, в том числе, для получения боевого опыта. С 1984 по 1989 год в боевых действиях участвовали, по крайней мере, 14 китайских корпусов (1-й, 12-й, 13-й, 14-й, 16-й, 20-й, 23-й, 26-й, 27-й, 38-й, 41-й, 42-й, 47-й и 67-й).
Кроме регулярных сил, Китай также использовал вооружённые и обученные группы этнического сопротивления (особенно хмонгов) для войны против Вьетнама и Лаоса нетрадиционными методами. Только с 1985 года Китай постепенно сокращает поддержку этнических сил, причиной чего стало начало нормализации отношений лаосского правительства с Китаем. Вьетнам, в свою очередь, использовал нерегулярные части, набирая их из числа жителей приграничных с Китаем районов.

## 1980: Обстрел Каобанга
С начала 1980 года Вьетнам во время сухого сезона проводил военные операции, вытесняя силы красных кхмеров из Камбоджи в Таиланд. Для того, чтобы оказать давление на Ханой и заставить его вывести войска из Камбоджи, Китай разместил несколько армейских корпусов вдоль китайско-вьетнамской границы. Пекин также организовал в провинции Юньнань военную подготовку для примерно 5000 антилаосских повстанцев из числа хмонгов и использовал эти силы для дестабилизации района Муанг Синг (провинция Луангнамтха) в северо-западной части Лаоса вблизи китайско-лаосской границы. Вьетнам ответил наращиванием группировки, дислоцированной на китайско-вьетнамской границе, в результате Китай потерял подавляющее численное превосходство, которое имел в кампании февраля 1979 года.
В июне 1980 года Вьетнамская народная армия (ВНА) пересекла таиландско-камбоджийскую границу, преследуя разбитые части красных кхмеров. Несмотря на то, что вьетнамские силы быстро покинули территорию Таиланда, это вторжение заставило Китай почувствовать, что он должен действовать, чтобы поддержать своих союзников, Таиланд и красных кхмеров. С 28 июня по 6 июля, в дополнение к откровенной критике Вьетнама по дипломатическим каналам, китайцы постоянно обстреливали вьетнамскую провинцию Каобанг. Помимо этого, осенью 1980 года имели место мелкие стычки вдоль границы. Только в первой половине октября произошло семь таких инцидентов. Китай обвинил Вьетнам в проведении трансграничных рейдов против китайских позиций в районе Лоцзяпин уезда Магуань провинции Юньнань 30 сентября и 1 октября, в результате которых погибли, по меньшей мере, 5 китайцев. В ответ 15 октября китайские военные атаковали вьетнамские позиции в том же районе, убив, по собственным данным, 42 вьетнамских солдата.
Китайские обстрелы носили символический характер. Во Вьетнаме считали, что Китай не способен проводить военные операции более крупного масштаба и, следовательно, нет нужды ослаблять вьетнамское участие в военных действиях в Камбодже. Тем не менее, китайские обстрелы сформировали тип конфликта на китайско-вьетнамской границе на ближайшие 10 лет.

## 1981: Битва за высоту 400
2 января 1981 года Министерство иностранных дел Вьетнама предложило Китаю заключить перемирие на время празднования лунного Нового года. Это предложение было отклонено Пекином 20 января. Тем не менее, обе стороны продолжили обмен военнопленными. Ситуация оставалась относительно спокойной в ближайшие несколько месяцев.
В мае 1981 года в уезде Каолок провинции Лангшон внезапно вспыхнули ожесточённые бои после того, как 5 мая НОАК силами одного полка атаковала высоту 400 (китайское название — Fakashan, 法 卡 山). В провинции Хатуен (Hà Tuyen; ныне провинции Хазянг и Туенкуанг) китайские силы 7 мая взяли штурмом ещё одну стратегическую высоту 1688 (китайское название — Koulinshan, 扣 林 山), а также несколько других позиций в её окрестностях. В ходе кровопролитных боёв погибли сотни человек с каждой стороны. Бои за высоте 400 продолжались около месяца, до 7 июня вьетнамские силы пытались вернуть себе холм. Для того, чтобы оправдать эту военную операцию, Китай объявил, что она была осуществлена в ответ на акты агрессии со стороны Вьетнама в первом квартале 1981 года.
В качестве ответной меры вьетнамские силы совершили 5 и 6 мая рейды против провинции Гуанси. Вьетнамская пехотная рота также атаковала кооперативную коммуну Мэнгдун в уезде Малипо провинции Юньнань. Китайцы заявили, что отбили эти атаки, уничтожив сотни вьетнамских солдат в провинции Гуанси. 22 мая они утверждали, что убили 85 вьетнамцев в Коулинь (Юньнань). В общей сложности, Китай утверждал, что уничтожил около 300 вьетнамских солдат во время этих пограничных столкновений. В эти цифры не были включены потери в боях на высотах 400 и 1688, которые, по китайским отчётам, составили более 1700 вьетнамских военных убитыми и ранеными.
Хотя майские бои носили ожесточённых характер и затянулись, Китай не хотел эскалации и использовал в боевых действиях не регулярные войска, а только развёрнутые подразделения пограничной охраны. Западные наблюдатели оценили, что Китай вряд ли смог преподать Ханою «урок», как в 1979 году, особенно с учетом того, что Вьетнам укрепили свои регулярные силы в приграничных районах и имел явное преимущество в техническом оснащении войск. Другие аналитики отметили, что предстоящий сезон дождей и недавнее сокращение оборонного бюджета не позволят Китаю осуществить широкомасштабное вторжение.

## 1984: Битва за Лаошань
Весной 1984 года, пользуясь сухим сезоном, вьетнамская армия смогла нанести ряд сильных ударов по камбоджийским повстанческим силам. В Пекине решили поддержать своих союзников. Со 2 по 27 апреля Китай провёл самый массированный с 1979 года артиллерийский обстрел вьетнамского приграничного региона. Всего по 16 уездам провинций Лангшон, Каобанг, Хатуен и Хоанг Льен Сон было выпущено 60 тысяч снарядов. Обстрелы сопровождались атаками пехоты силой до батальона (6 апреля). Самые крупные из них произошли в уезде Чангдинь провинции Лангшон, когда несколько китайских батальонов атаковали высоты 820 и 636, расположенные возле направления китайского вторжения 1979 года в Ворота дружбы. Несмотря на значительные силы китайских войск, их атаки были либо отбиты, либо китайцы вынуждены были оставить захваченные позиции на следующий день. Позже выяснилось, что атаки сухопутных войск, в первую очередь, преследовали диверсионные цели, и их масштабы оказались значительно ниже, чем сообщали западные источники.
В Хатуене с апреля по июль 1984 года китайские силы атаковали полосу холмов в уезде Висюен, по-китайски названную Лаошань (老 山). Лаошань, на самом деле, горная гряда, протянувшаяся с запада на восток от высоты 1800 до высоты 1200. НОАК начала своё наступление в 5:00 28 апреля после интенсивной артиллерийской подготовки. 40-я дивизия 14-го корпуса НОАК пересекла участок границы к западу от реки Ло, в то время как 49-я дивизия (вероятно, из 16-го корпуса) взяла высоту 1200 на восточном берегу. Вьетнамские войска, в том числе, 313-я дивизия ВНА и 168-я артиллерийская бригада, были вынуждены отступить. Китайские войска захватили селение Нала, а также высоты 233, 685 и 468, создав выступ в 2,5 км вглубь территории Вьетнама. Эти позиции были прикрыты крутыми скалами, расположенными вдоль реки Тханьтхюи и покрытыми густыми лесами, контратаковать их можно было, только преодолев открытую местность на восточной стороне долины реки Ло.
К 15 мая китайские силы практически полностью взяли под контроль ряд высот, таких, как 1509 (Лаошань), 772, 233, 1200 и 1030, после чего интенсивность военных действий снизилась. Бои возобновились 12 июня, а затем 12 июля, когда ВНА предприняла контратаки в попытке вернуть себе утраченные позиции. Затем интенсивность боёв постепенно снизилась до спорадических артиллерийских дуэлей и стычек.
По данным разведки США, для вьетнамских сил весной-летом боевые действия шли неудачно, итогом стала потеря восьми высот. В результате НОАК заняла 29 участков территории Вьетнама, в том числе, высоты 1509 и 772 к западу от реки Ло, а также высоты 1250 и 1030 и гору Si-La-Ca на востоке. На 11-километровом участке границы глубже всего на территорию Вьетнама китайцы проникли в районе высот 685 и 468, расположенных примерно в 2 км к югу от границы. Тем не менее, китайцы не смогли продвинуться дальше, чем на 5 км к югу, несмотря на их превосходство в силе. Бои за контроль над высотами обе стороны продолжали до 1986 года.
Чтобы защитить захваченные территории, НОАК разместила два корпуса в уезде Висюен, состоящие из четырёх пехотных дивизий, двух артиллерийских дивизий и нескольких танковых полков. Китайская артиллерия, расположенная на захваченных высотах, имела на вооружении 130-мм полевые орудия, 152-мм гаубицы и 40-ствольные системы залпового огня, пехотные полки были вооружены 85-мм пушками и 100-мм миномётами. В некоторых боях ВНА также применяла танки.
Вьетнамцы утверждали, что в июне уничтожили один полк и восемь батальонов НОАК, что эквивалентно потере примерно 5500 человек. К августу потери НОАК, по вьетнамским данным, выросли до 7500 человек. По китайским данным, их собственные потери составили 939 солдат и 64 рабочих, убитых в течение пяти недель наступательной кампании в Лаошане, в то время как вьетнамские силы потеряли около 2000 человек. Вьетнамцы признали, что во время боёв 12 июля 356-я дивизия ВНА потеряла 600 человек убитыми.

## 1986—1987: Продолжение пограничных обстрелов
В 1985 году китайцы выпустили по приграничным регионам Вьетнама около 1 миллиона снарядов, из них более 800 тысяч — по уезду Висюен. В дальнейшем в период с 1986 по начало 1987 года интенсивность обстрелов существенно снизилась. В 1986 году Генеральный секретарь ЦК КПСС Михаил Горбачёв призвал к нормализации отношений между Вьетнамом и Китаем в своей речи во Владивостоке. В октябре 1986 года Китаю удалось убедить Советский Союз провести переговоры по делам Камбоджи в рамках девятого раунда переговоров между СССР и Китаем.
Тем не менее, на фоне положительных результатов дипломатических контактов, ситуация в приграничном регионе внезапно обострилась. 14 октября 1986 года Вьетнам обвинил Китай в обстрелах Висюена и территориальных посягательствах. Вьетнамцы также утверждали, что отразили три китайские атаки на высоту 1100 и мост через реку Тханьтхюи. Эти действия, предположительно, были китайской реакцией на отказ Советского Союза оказать давление на Вьетнам, чтобы вынудить его уйти из Камбоджи. В январе 1987 года Китай выпустил по вьетнамским позициям несколько десятков тысяч снарядов (только 8 января было сделано 60 тысяч выстрелов) и силами до 15 дивизий атаковал вьетнамские войска на высотах 233, 685, 1509 и 1100. Вьетнам оценил китайские потери в этих боях в 1500 человек. Китай, с другой стороны, оценил вьетнамские потери в 500 человек, сообщив, что его потери были ниже. 5 октября 1987 года истребитель МиГ-21 вьетнамских ВВС был сбит над китайским уездом Лунчжоу провинции Гуанси.

## 1988: Сражение у островов Спратли
14 марта 1988 года в районе островов Спратли состоялось Сражение у островов Спратли между Вьетнамским народным флотом и ВМФ КНР. В сражении погибло, по крайней мере, 64 вьетнамских моряка. В результате китайцы установили контроль над Южным рифом Джонсона.

## Последствия
В течение 5 лет, с 1984 по 1989 год, китайцы произвели более 2 миллионов артиллерийских выстрелов по провинции Хазянг, главным образом, по общинам Тханьтхюи и Тханьдук. Так, в городе Хазянг, расположенном в 16 км к югу от зоны боевых действий, было относительно спокойно, без каких-либо значительных артобстрелов.
С апреля 1987 года НОАК начала сворачивать свои военные операции, но по-прежнему регулярно патрулировала районы Лаошань и Чжэншань. С апреля 1987 по октябрь 1989 года китайские войска совершили только 11 атак: в основном, это были артиллерийские обстрелы. С 1989 года начинается вывод китайских сил из Лаошаня и Чжэншаня, который официально завершился к 1992 году. В Лаошане китайцы построили бетонные бункеры и возвели мемориал в память о конфликте. Во вьетнамском секторе, который вернулся к Вьетнаму в рамках пограничного соглашения 2009 года между двумя странами, остались земляные фортификационные сооружения. Переговоры о нормализации отношений между Китаем и Вьетнамом начались на саммите в Чэнду в сентябре 1990 года. Официально отношения двух стран были нормализованы в ноябре 1991 года.
В ходе китайско-вьетнамских вооружённых столкновений 1979—1990 годов были убиты тысячи людей с обеих сторон. Только на военном кладбище во вьетнамском уезде Висюен захоронено более 1600 вьетнамских солдат, погибших за время конфликта.